# 왈리스 푸투나의 기
왈리스 푸투나는 프랑스의 국기를 공식기로 사용하고 있다.
왈리스 푸투나의 비공식적인 기로는 두 가지 종류가 있는데, 하나는 빨간색 바탕에 빨간색 성 안드레아 십자가 새겨진 하얀색 사각형이 그려져 있는 형태이며, 다른 하나는 빨간색 바탕에 커다란 하얀색 파테 십자가 그려져 있는 형태이다.
성 안드레아 십자 문양은 중앙에서 깃대 반대쪽 방향으로 약간 치우쳐 있으며, 파테 십자 문양은 약간 아래쪽으로 치우쳐 있다. 두 개의 비공식적인 기는 모두 왼쪽 상단에 하얀색 테를 두른 프랑스의 국기가 그려져 있어 빨간색 바탕과 구분되어 있다.
비공식기는 퍼시픽 게임 등 일부 행사에서 사용되며, 공식적인 행사에서는 프랑스의 국기를 게양한다.

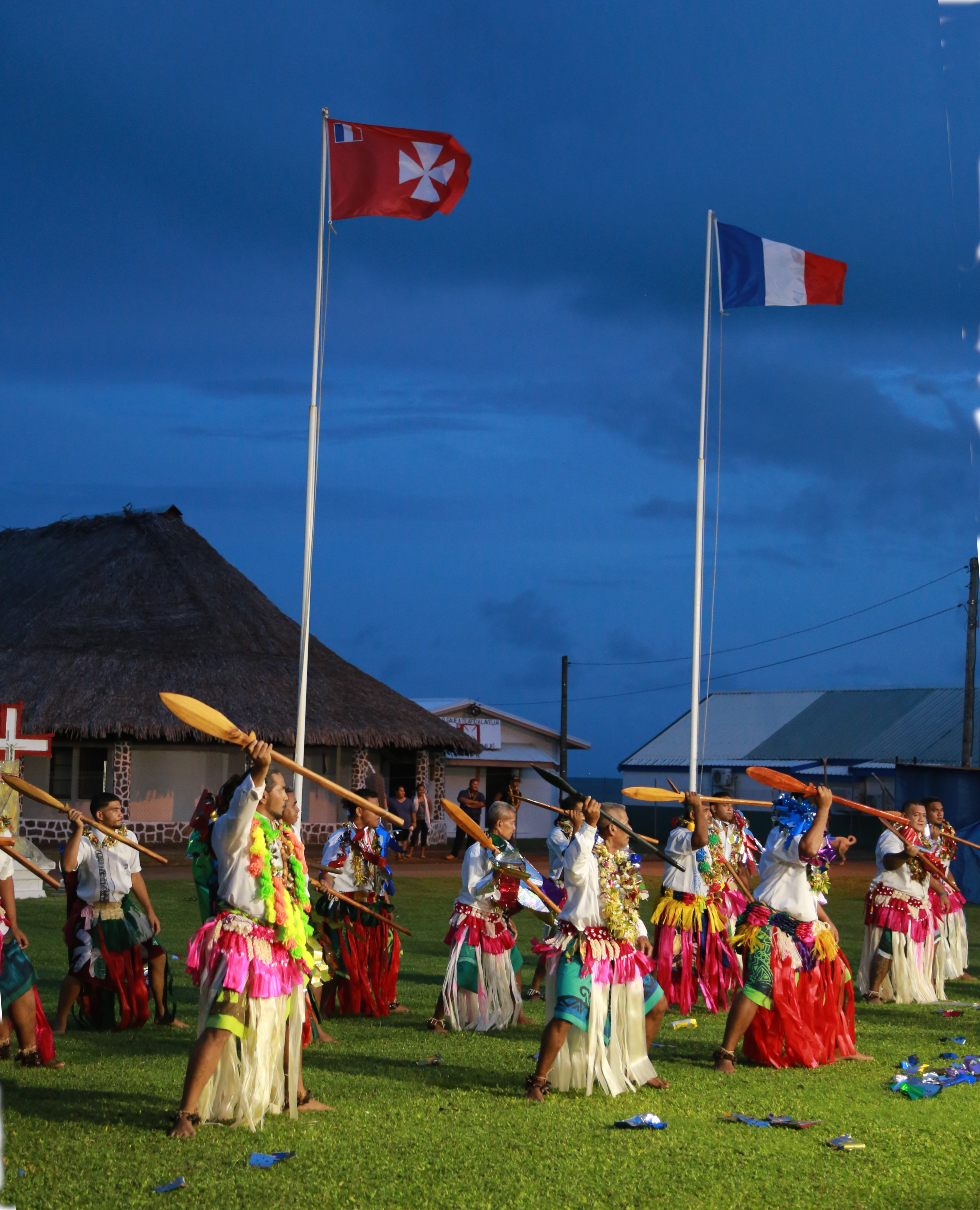
2019년 지역 축제에서 게양된 프랑스 국기와 왈리스 푸투나의 비공식기

## 지역기
다음은 왈리스 푸투나의 3개 지역을 상징하는 문장을 더한 지역기이다.
- 알로
- 시가베
- 우베아

## 과거의 기
- 우베아 왕국 (1842년~1860년)
- 우베아 왕국 (1860년~1886년)
- 우베아 왕국 (1886년~1887년)
- 우베아 왕실기 (1837년~1858년)
- 우베아 왕실기 (1858년~1887년)
- 왈리스 푸투나의 비공식기 (1887년~1910년)
- 왈리스 푸투나의 비공식기 (1910년~1985년)

## 같이 보기
- 프랑스의 국기
- 왈리스 푸투나의 문장